# جيسيكا هوبر
جيسيكا هوبر (بالإنجليزية: Jessica Hopper)‏ هي صحفية ومؤلفة أمريكية، ولدت في 5 سبتمبر 1976 في منيابولس في الولايات المتحدة.